# Дор (Гагарінський район)
Дор (рос. Дор) — присілок Гагарінського району Смоленської області Росії. Входить до складу Токаревського сільського поселення.
Населення — 9 осіб.